# Aloe bruynsii
Aloe bruynsii är en grästrädsväxtart som beskrevs av Paul Irwin Forster. Aloe bruynsii ingår i släktet Aloe och familjen grästrädsväxter.
Artens utbredningsområde är Madagaskar. Inga underarter finns listade i Catalogue of Life.

## Bildgalleri

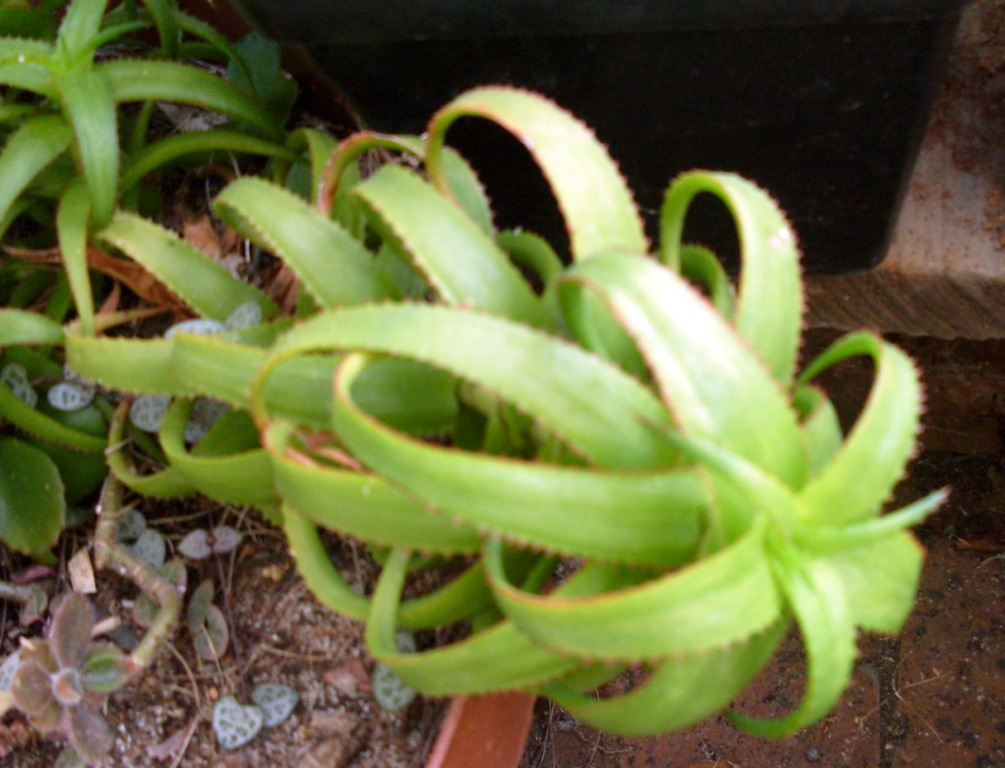
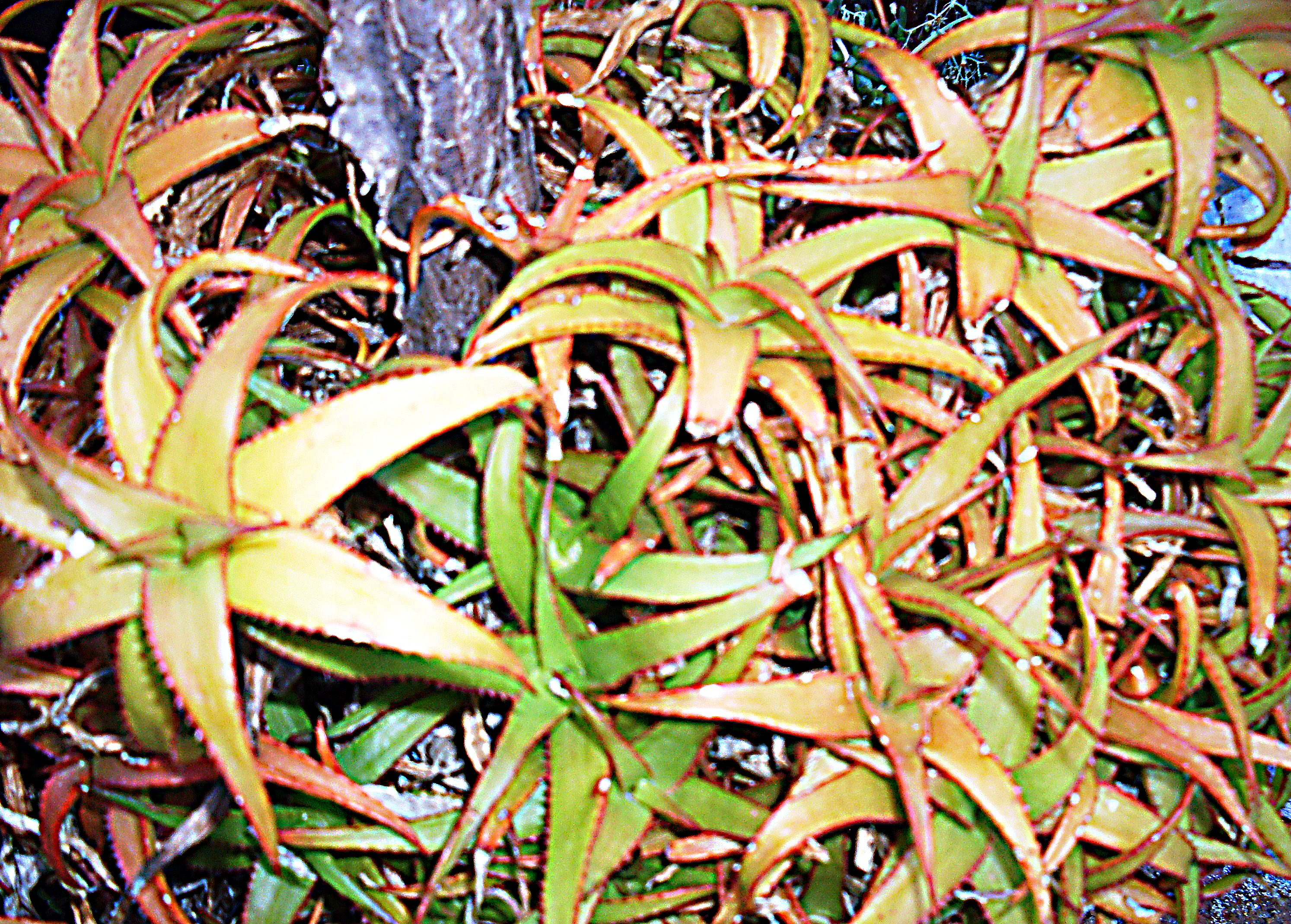